# 赞成卡哇伊！
《赞成卡哇伊！》（日语：賛成カワイイ!）是日本女子偶像組合SKE48的第13張單曲作品，於2013年11月20日由avex trax發售。與唱片同名的主打A面曲《赞成卡哇伊！》，是一首充满活力的歌曲。

## 簡介
这张单曲的销售口号是“不要以为很困难、勇敢前进！”（日语：難しく考えるな、前に進め!）
此張單曲的發行時間與前作、SKE48的第12張單曲唱片《美丽的闪电》間隔約4個月，共發行Type-A、Type-B、Type-C與Type-D四個標準版本，與限量的劇場版（劇場盤，又稱為「mu-mo盤」）。Type-A、-B、-C、-D除了原本的音樂CD外，也附有收錄了歌曲MV的DVD，劇場版則無。除此之外，三個標準版又分別發行有限量的「初回版」與常態銷售的普通版，二版本在主體產品的CD與DVD內容上完全一樣，主要的差異在於封面及附贈的特典產品不同——初回版不仅多附了全國握手會參加替換券1枚，还隨機任選一張附入、用於參加全國握手會獎品抽選的刮獎卡。
根據SKE48連續數張單曲唱片的慣例，除了被挑選負責演唱主打A面曲的「選拔組」外，會將SKE48的成員分為「白組」、「紅組」等成員不重複的小分組負責演唱不同的B面曲曲目。此外，还劃分了由两位三期生须田亚香里与松村香织组成的小分队“田〜须〜&村〜松〜”（だ〜す〜&つ〜ま〜）、春季新升格的八位成员组成的「精选8」（セレクション8）與出演爱知丰田汽车广告的「爱知丰田选拔」（愛知トヨタ選抜），再加上在“AKB48第32張單曲選拔總選舉”入围的18名成员所組成的「精选18」（セレクション18），由于红白组人数的限制，有12名六期研究生（井田玲音名、折戸愛彩、鎌田菜月、後藤真由子、佐佐木柚香、空美夕日、竹内彩姫、野口由芽、日高優月、矢野杏月、山田樹奈、山本由香）未能参加此次单曲的录制，但在单曲附属的DVD中收录的特典影片《面部角力 SKE48的“颜”是我！》（顔面プロレス〜SKE48の“顔”はワタシだ!〜）中，5期与6期成员组成了“維新軍”与前4期成员组成的“正規軍”进行了对决，主播矢野武与高橋大輔负责了现场的播报。
主打曲《赞成卡哇伊！》的MV，是在泰国芭堤雅拍摄。
这张单曲主打曲的首次表演，是在10月26日在神户World Hall举行的“SKE党決起集会。‘推整个团体吧’”（SKE党決起集会。『箱で推せ!』）这一演唱会上。

## 銷售成績
这张单曲在2013年12月2日的Oricon单曲周榜中获得了第一名的成绩。在这一排行榜上SKE48的单曲已经连续九张单曲获得第一、在女性组合单曲连续获得第一名中获得了仅次于AKB48，与粉紅淑女并列第二的成绩。首周销售数量大约为44.9万张。

## 版本與收錄內容

### Type-A
Type-A的初回版本的封面照片是由大矢真那、松井珠理奈、向田茉夏、古川愛李4位成員共同拍攝，而通常盘版本则由古川愛李、木本花音、松井珠理奈、大場美奈4位成員拍攝，封底則是演唱本版本收錄曲《这里来一发》的“田〜须〜&村〜松〜”的2名成員之劇照。此版本的收錄內容如下：
CD
1. 《赞成卡哇伊！》（賛成カワイイ!）（曲長4分18秒）
2. 《这里来一发》（ここで一発）（曲長4分5秒）
3. 《道路为什么继续下去？》（道は なぜ続くのか?）（曲長4分9秒）
4. 《一直一直在前方的今天》（ずっとずっと先の今日）（曲長4分22秒）
5. 《赞成卡哇伊！》純配樂（off vocal）版
6. 《这里来一发》純配樂版
7. 《道路为什么继续下去？》純配樂版
8. 《一直一直在前方的今天》純配樂版

DVD
1. 《赞成卡哇伊！》MV
2. 《这里来一发》MV
3. 特典影片 I
  - 1. 維新軍 決起集会（維新軍 決起集会）
  - 2. 決戦I「面部角力 SKE48的“颜”是我！」（顔面プロレス〜SKE48の“顔”はワタシだ!〜）
二村春香vs須田亚香里
宮前杏实vs中西優香
熊崎晴香vs松村香織
山田樹奈vs山田澪花
古畑奈和vs大矢真那
北野瑠華vs酒井萌衣
矢野杏月vs高柳明音
新土居沙也加vs梅本圆
荻野利沙vs井口栞里
市野成美vs都築里佳

初回版附贈特典
- 全國握手會獎品抽選用刮獎卡1枚
- 选拔成员生写真（全16種，隨機附贈1種）

### Type-B
Type-B的初回版本的封面照片是由古畑奈和、松井玲奈、高柳明音、石田安奈4位成員共同拍攝，而通常盘版本则由中西優香、向田茉夏、松井玲奈、古畑奈和4位成員拍攝，封底則是演唱本版本收錄曲《不知不觉、欺凌弱者》的“精选8”的8名成員之劇照。此版本的收錄內容如下：
CD
1. 《赞成卡哇伊！》
2. 《不知不觉、欺凌弱者》（いつのまにか、弱い者いじめ）（曲長5分1秒）
3. 《道路为什么继续下去？》
4. 《一直一直在前方的今天》
5. 《赞成卡哇伊！》純配樂版
6. 《不知不觉、欺凌弱者》純配樂版
7. 《道路为什么继续下去？》純配樂版
8. 《一直一直在前方的今天》純配樂版

DVD
1. 《赞成卡哇伊！》MV
2. 《不知不觉、欺凌弱者》MV
3. 特典影片 II
  - 1. 維新軍 決起集会
  - 2. 決戦II「面部角力 SKE48的“颜”是我！」
宮前杏实vs松井珠理奈
北川綾巴vs石田安奈
市野成美vs佐藤聖羅
矢野杏月vs加藤琉美
北野瑠華vs木崎由里亚
山田瑞穗vs磯原杏華
野口由芽vs古川愛李
青木詩織vs金子栞
井田玲音名vs柴田阿弥
東李苑vs山下由加里

初回版附贈特典
- 全國握手會獎品抽選用刮獎卡1枚
- 选拔成员生写真（全16種，隨機附贈1種）

### Type-C
Type-C的初回版本的封面照片是由柴田阿弥、木崎由里亚、菅奈奈子、中西優香4位成員共同拍攝，而通常盘版本则由大矢真那、木崎由里亚、北川綾巴、石田安奈4位成員拍攝，封底則是演唱本版本收錄曲《金丝雀综合症》的“白组”的16名成員之劇照。此版本的收錄內容如下：
CD
1. 《赞成卡哇伊！》
2. 《金丝雀综合症》（カナリアシンドローム）（曲長4分22秒）
3. 《道路为什么继续下去？》
4. 《一直一直在前方的今天》
5. 《赞成卡哇伊！》純配樂版
6. 《金丝雀综合症》純配樂版
7. 《道路为什么继续下去？》純配樂版
8. 《一直一直在前方的今天》純配樂版

DVD
1. 《赞成卡哇伊！》MV
2. 《金丝雀综合症》MV
3. 特典影片 III
  - 1. 維新軍 決起集会
  - 2. 決戦III「面部角力 SKE48的“颜”是我！」
東李苑vs松井玲奈
北川綾巴vs佐藤实絵子
空美夕日vs矢方美紀
菅奈奈子vs木下有希子
山田瑞穗vs水埜帆乃香
岩永亞美vs鬼頭桃菜
江籠裕奈vs松本梨奈
新土居沙也加vs加藤智子
折戸愛彩vs木本花音
大脇有紗vs高木由麻奈

初回版附贈特典
- 全國握手會獎品抽選用刮獎卡1枚
- 选拔成员生写真（全16種，隨機附贈1種）

### Type-D
Type-D的初回版本的封面照片是由大場美奈、須田亚香里、北川綾巴、古畑奈和4位成員共同拍攝，而通常盘版本则由柴田阿弥、須田亚香里、高柳明音、菅奈奈子4位成員拍攝，封底則是演唱本版本收錄曲《石榴的颗粒中有多少粒忧愁在内？》的“红组”的16名成員之劇照。此版本的收錄內容如下：
CD
1. 《赞成卡哇伊！》
2. 《石榴的颗粒中有多少粒忧愁在内？》（石榴の実は憂鬱が何粒詰まっている?）（曲長5分6秒）
3. 《道路为什么继续下去？》
4. 《一直一直在前的今天》
5. 《赞成卡哇伊！》純配樂版
6. 《石榴的颗粒中有多少粒忧愁在内？》純配樂版
7. 《道路为什么继续下去？》純配樂版
8. 《一直一直在前的今天》純配樂版

DVD
1. 《赞成卡哇伊！》MV
2. 《石榴的颗粒中有多少粒忧愁在内？》MV
3. 特典影片 IV
  - 1. 維新軍 決起集会
  - 2. 決戦IV「面部角力 SKE48的“颜”是我！」
菅奈奈子vs大場美奈
竹内彩姫vs竹内舞
江籠裕奈vs向田茉夏
鎌田菜月vs内山命
二村春香vs小林亚实
北原侑奈vs出口陽
日高優月vs阿比留李帆
山本由香vs斉藤真木子
佐佐木柚香vs犬塚朝奈
後藤真由子vs後藤理沙子

初回版附贈特典
- 全國握手會獎品抽選用刮獎卡1枚
- 选拔成员生写真（全16種，隨機附贈1種）

### 劇場版
劇場版是由唱片發行公司avex trax旗下所屬的網路商店「mu-mo shop」所專賣的限量發行版本，需先透過該網站以登記抽獎的方式取得購買資格後才能購入。此版本的唱片封面与封底皆是入選A面曲選拔組的16名成員之合照。雖然隨唱片附贈有特典產品，但卻是唯一沒有內附DVD的版本。此版本的收錄內容如下：
CD
1. 《赞成卡哇伊！》
2. 《道路为什么继续下去？》
3. 《一直一直在前的今天》
4. 《SKE48 13th Single Medley》
5. 《赞成卡哇伊！》純配樂版
6. 《道路为什么继续下去？》純配樂版
7. 《一直一直在前的今天》純配樂版

附贈特典
- 個別握手会参加券（1枚）

## 歌曲與選拔成員
此次發行的單曲，四個唱片版本共包含了包括唱片同名A面曲在內的七首歌曲。除了每个版本都有收录的两首共同B面曲之外，Type-A、-B、-C、-D也分别收录了不同的一首有MV的B面曲。原則上各版本都收錄了四首歌，唯一的例外是劇場版，一共收錄了三首歌，但也收录了有所有曲目混合成的“SKE48 13th Single Medley”。

### 赞成卡哇伊！
單曲唱片的主打A面曲《赞成卡哇伊！》（賛成カワイイ!）是一首充满活力的的乐曲。由總製作人秋元康作詞，Sungho作曲，生田真心编曲。这首歌被用作了AiiA手机卡片游戏“SKE48 Passion For You”的广告曲。
擔任此曲中央位置（center）成員的是松井珠理奈与松井玲奈。參與此曲演唱的「選拔組」成員名單如下：
- Team S：石田安奈、大矢真那、木崎由里亚 （木﨑ゆりあ）、中西優香、松井珠理奈、向田茉夏
- Team KII：大場美奈、柴田阿弥、須田亚香里、高柳明音、古川愛李
- Team E：木本花音、菅奈奈子（日语：菅なな子）、古畑奈和、松井玲奈
- 研究生：北川綾巴

在成員名單中，在总选举中成绩大跃进的柴田阿弥与最新加入组合的研究生北川绫巴是第一次獲選進入SKE48的選拔成員名單，这也是SKE48的六期生首次进入选拔，而作为研究生进入选拔的北川则是继进入《蓝天下的单相思》（青空片想い）选拔的木下有希子（发行之前升格Team S）与小木曽汐莉（发行之前升格Team KII）、进入《1!2!3!4! 请多关照! 》（1!2!3!4! ヨロシク!）选拔的木本花音与山田惠里伽、进入《接吻可是左撇子》（キスだって左利き）选拔的菅奈奈子（发行之前升格Team S）与松村香織之后的第七人。至于中西優香上一次入选选拔组，则是在1年2个月前的《接吻可是左撇子》中。在上一張單曲的選拔成員中，新土居沙也加、矢方美紀与木下有希子落选选拔名单。

### 这里来一发
收錄於Type-A中的《这里来一发》（ここで一発）一曲，是由秋元康作詞，真崎修作曲并编曲。本曲是由須田亞香里與松村香織兩人所組成的小分队“田〜须〜&小〜松〜”（だ〜す〜&つ〜ま〜，Dasu & Tsuma）所演唱，其分隊名是以（Suda）與（Matsumura）兩人姓氏的前兩個發音前後顛倒之後組合而成。此曲同時也是連鎖咖哩飯餐廳壹番屋「SKE48×Curry House CoCo壹番屋 首推加菜对决!!」篇（SKE48×カレーハウスCoCo壱番屋 推しトッピン具対決!!）的广告歌曲。其成員名單如下：
- Team KII：須田亚香里
- 研究生：松村香織

### 不知不觉、欺凌弱者
收錄於Type-B之中的《不知不觉、欺凌弱者》（いつのまにか、弱い者いじめ）一曲，是由秋元康作詞，手島晴輝与中寺康文作曲，小森雄壱与中寺康文编曲。本曲是在2013年4月13日举办的演唱会“SKE48 春季演唱会2013“不变的，是那友情””（SKE48春コン2013「変わらないこと。ずっと仲間なこと」）上升格的8人组成的「精选8」（セレクション8）所演唱，擔任此曲中央位置成員的是新土居沙也加与二村春香。其成員名單如下：
- Team S：江籠裕奈、新土居沙也加
- Team KII：二村春香
- Team E：東李苑、市野成美、岩永亞美、水埜帆乃香、宮前杏实

其中二村春香与岩永亞美在继《美丽的闪电》中演唱《穿过夜晚》之后继续进入精选8的名单

### 金丝雀综合症
收錄於Type-C之中的《金丝雀综合症》（カナリアシンドローム）是由秋元康作詞，早川暁雄作曲，増田武史编曲。本曲是由“白组”所演唱，擔任此曲中央位置成員的是磯原杏華。其成員名單如下：
- Team S：阿比留李帆、磯原杏華、後藤理沙子、斉藤真木子、都築里佳
- Team KII：内山命、加藤智子、小林亚实、佐藤實繪子、松本梨奈
- Team E：酒井萌衣、山田澪花
- 研究生：犬塚朝奈（犬塚あさな）、荻野利沙、北野瑠華、北原侑奈

荻野利沙、北野瑠華与北原侑奈是初次进入白组名单。佐藤實繪子是自《默契的接吻》（あうんのキス）9th以来1年2个月之后回归白组。相比上首由白组演唱的歌曲，这次白组人数减少了5人，变为16人。

### 石榴的颗粒中有多少粒忧愁在内？
收錄於Type-D之中的《石榴的颗粒中有多少粒忧愁在内？》（石榴の実は憂鬱が何粒詰まっている?）一曲是由秋元康作詞，渡辺泰司作曲并编曲。本曲是由“红组”演唱。擔任此曲中央位置成員的是山田瑞穗。其成員名單分別如下：
- Team S：佐藤聖羅、出口陽、矢方美紀
- Team KII：加藤琉美（加藤るみ）、高木由麻奈、竹内舞、山下由加里（山下ゆかり）、山田瑞穗（山田みずほ）
- Team E：井口栞里、梅本圆（梅本まどか）、金子栞、鬼頭桃菜、木下有希子
- 研究生：青木詩織、大脇有紗、熊崎晴香

青木詩織与熊崎晴香是初次进入红组名单。梅本圆、木下有希子、出口阳与竹内舞是自《为何银河如此明亮》（なんて銀河は明るいのだろう）以来1年2个月之后、矢方美纪是自《声嘶力竭》（声がかすれるくらい）以来1年10个月之后回归红组。相比上首由红组演唱的歌曲，这次红组人数增加了4人，变为16人。

### 道路为什么继续下去？
收錄於全五种版本之中的《道路为什么继续下去？》（道は なぜ続くのか?）一曲是由秋元康作詞，市川裕一作曲，野中MASA雄一编曲。演唱此曲的「爱知丰田选拔」（愛知トヨタ選抜）是由出演了爱知丰田汽车与组合的合作企划“这就是爱知！Project”（でぃすかば愛知!プロジェクト）的12名主要演员所組成。这首歌同时也被用作这一企划的广告配乐。歌曲的演唱成員名單如下：
- Team S：大矢真那、木崎由里亚、松井珠理奈、向田茉夏
- Team KII：柴田阿弥、須田亚香里、高柳明音、古川愛李
- Team E：木本花音、古畑奈和、松井玲奈
- 研究生：北川綾巴

### 一直一直在前方的今天
收錄於全五种版本之中的《一直一直在前方的今天》（ずっとずっと先の今日）一曲是由秋元康作詞，依光輝久作曲，野中MASA雄一编曲。这首歌也被用作了教育企画公司名進研“朝着梦想前进”（夢に向かって走り出せ）篇的广告曲。演唱此曲的「精选18」（セレクション18）是由在AKB48第32張單曲選拔總選舉取得名次的SKE48成员所組成。其成員名單如下：
- Team S：磯原杏華、大矢真那、木崎由里亚、斉藤真木子、中西優香、松井珠理奈
- Team KII：大場美奈、小林亚实、柴田阿弥、須田亚香里、高柳明音、古川愛李、松本梨奈
- Team E：梅本圆、金子栞、木本花音、松井玲奈
- 研究生：松村香織

## 外部連結
- SKE48官方网站内唱片介绍页面（日語）
  - Type-A 初回限量盤 （页面存档备份，存于） 通常盤 （页面存档备份，存于）
  - Type-B 初回限量盤 （页面存档备份，存于） 通常盤 （页面存档备份，存于）
  - Type-C 初回限量盤 （页面存档备份，存于） 通常盤 （页面存档备份，存于）
  - Type-D 初回限量盤 （页面存档备份，存于） 通常盤 （页面存档备份，存于）
  - 劇場盤 （页面存档备份，存于）
- SKE48官方YouTube頻道公開播放影片：
  - YouTube上的赞成卡哇伊！MV（special edit ver.）
  - YouTube上的石榴的颗粒中有多少粒忧愁在内？MV（special edit ver.）
  - YouTube上的金丝雀综合症 MV（special edit ver.）
  - YouTube上的不知不觉、欺凌弱者 MV（special edit ver.）